# Electronic Journal of Linear Algebra
Electronic Journal of Linear Algebra is een internationaal, aan collegiale toetsing onderworpen open access wetenschappelijk tijdschrift op het gebied van de lineaire algebra. De naam wordt in literatuurverwijzingen meestal afgekort tot Electron. J. Lin. Algebra. Het tijdschrift wordt uitgegeven door de International Linear Algebra Society. De eerste hoofdredacteuren waren de wiskundigen Volker Mehrmann (Duitsland) en Daniel Hershkowitz (Israël). Het is een zuiver elektronisch tijdschrift; er bestaat geen gedrukte uitgave. De online verspreiding wordt verzorgd door de European Mathematical Information Service (EMIS).